# Кадзама, Яхиро
Яхиро Кадзама (яп. 風間 八宏 Кадзама Яхиро, род. 16 октября 1961, Сидзуока) — японский футболист, полузащитник. Тренер.

## Карьера
На протяжении своей футбольной карьеры выступал за клубы «Байер 04 II», «Ремшайд», «Айнтрахт» из Брауншвейга и «Санфречче Хиросима».

### Национальная сборная
С 1980 по 1983 год сыграл за национальную сборную Японии 19 матчей.

### Статистика за сборную
| Сборная Японии | Сборная Японии | Сборная Японии |
| Год            | Матчи          | Голы           |
| -------------- | -------------- | -------------- |
| 1980           | 4              | 0              |
| 1981           | 8              | 0              |
| 1982           | 4              | 0              |
| 1983           | 3              | 0              |
| Итого          | 19             | 0              |